# Comté de Decatur (Iowa)
Pour les articles homonymes, voir Comté de Decatur.
Le comté de Decatur est l'un des comtés de l'État de l'Iowa. Son siège se situe à Leon.

## Comtés adjacents
|                              | comté de Clarke  |                            |
| comté de Ringgold            | comté de Decatur | comté de Wayne             |
| Comté de Harrison (Missouri) |                  | Comté de Mercer (Missouri) |

## Municipalités
- Decatur ou Decatur City,
- Township d'Hamilton,
- Leon,
- Van Wert, village.